# Eugenio García Ruiz
Eugenio García Ruiz (Amusco, 15 de noviembre de 1818-Madrid, 27 de enero de 1883) fue un político y ensayista español, inscrito en el republicanismo unitario durante el Sexenio Democrático. Ejerció como ministro de Gobernación después del golpe de Pavía de 1874.

## Biografía
Doctor en Jurisprudencia por la Universidad de Valladolid. Jefe del Partido Liberal Progresista en Palencia, dirigió en aquella ciudad el periódico El Vaceo durante la regencia del general Baldomero Espartero, entre 1840 y 1843, y fue nombrado secretario de la Diputación Provincial entre esos años, aunque al parecer se le ofreció la jefatura política de una provincia, lo que rechazó; en 1854 fue diputado por el partido demócrata y vocal de la Junta de Gobierno Provisional constituida en Palencia y se asentó en Madrid; en las Cortes de ese año fue miembro de la comisión que estudió la denuncia de Prats sobre el fraude de los cinco millones.
En las Constituyentes destacó por su tendencia anticlerical y pidió la república unitaria; en Madrid dirigió en 1856 el periódico La Asociación y en 1860 el muy famoso periódico demócrata El Pueblo, desde el que despotricó contra la pastoral sobre la tolerancia del entonces obispo y luego cardenal Antolín Monescillo; después recogió esos artículos (enero y febrero de 1862) y los que había publicado contra los "neos" o neocatólicos en septiembre del año anterior en su libro La intolerancia religiosa y los hombres de la escuela absolutista (Madrid,1862); el periodista fue contestado por el entonces secretario de cámara de Monescillo y no mucho más tarde famosísimo canónigo Vicente Manterola con el folleto Ensayo sobre la tolerancia religiosa en la segunda mitad del siglo XIX.
Participó en la sublevación de los sargentos de Artillería del Cuartel de San Gil en 1866; su fracaso le llevó al exilio hasta 1868. Intervino en el Pacto de Ostende en 1866. En el Sexenio democrático obtuvo acta de diputado por Palencia ininterrumpidamente; como partidario del republicanismo unitario fue contrario primero a Amadeo I y luego a la República Federal; después del golpe de Pavía de 1874, García Ruiz fue ministro de la Gobernación desde enero hasta mayo. En 1881 su amigo personal Sagasta le aupó a diputado por Astudillo con la etiqueta de demócrata; no terminó la legislatura.
Dejó numerosos escritos, algunos de ellos inéditos. Es autor de un libro de filosofía social, Dios y el hombre (1863), y de la obra Historias, útil para el conocimiento de la política en el período revolucionario. Existe un retrato suyo de José Casado del Alisal cuando era ministro de Gobernación.

## Obras
- Dios y el hombre Madrid, 1863 (Imprenta de J. Antonio Ortigosa)
- Los siete artículos capitales o sea La democracia gobernando Madrid, 1872 (Imprenta Española)
- La revolución en España: con la historia de los movimientos de enero y junio de 1866 y el del mes de agosto último París, 1867 (Imprenta de Ch. Lahure)
- Otro folleto más: la intolerancia religiosa y los hombres de la escuela absolutista Madrid, 1862 (Imprenta de los sres. Martínez y Bogo)
- Historia de la internacional y del federalismo en España Madrid, 1872 (Imprenta Española)
- La república democrática unitaria y la república federal Madrid, 1869 (Imprenta de El Pueblo)
- La democracia, el socialismo y el comunismo: según la filosofía y la historia Madrid, 1861 (imprenta de C. González); segunda edición La democracia, el comunismo y el socialismo: con los tres artículos que reasumen la polémica con La Discusión sobre el socialismo en mayo y junio de 1864, titulados Propiedad, Nuestra bandera y La última palabra; La intolerancia religiosa Madrid, 1864 (Imprenta de J. Antonio García)
- Historias Madrid, 1876-1878 (Imprenta de El Pueblo Español)
- Desde mi campo neutral Madrid, 1870 (imprenta de El Pueblo)
- ¿Qué debe hacer el país? París, 1868 (imprenta de A.E. Rochette)
- Don Perrondo y Masalegre: novela de costumbres Madrid, 1855 (Impr. de la Compañía de Impresores y Libreros del Reino, á cargo de A. Avrial); se reimprimió en Madrid, 1855 (Impr. de T. Fortanet) y también ese mismo año como D. Perrondo y Masalegre: historia que, siendo falsa, tiene mucho de verdadera como vera el que la leyere Madrid: Impr. Nacional, 1855; segunda edición Madrid, 1863 (Imprenta de José Cañizares).